# Serie A 1990-1991 (calcio a 5)
Il campionato di Serie A 1990-1991 è stato il primo campionato nazionale a girone unico; fu la seconda edizione del campionato di Serie A e l'ottava manifestazione assoluta che assegnasse il titolo di campione d'Italia. Al termine della stagione regolare, la società prima classificata era qualificata di ufficio alla finale scudetto (giocata al meglio delle tre gare) dove avrebbe sfidato la vincitrice del gironcino tra le squadre classificatesi tra il secondo e il quinto piazzamento.
Il dominio delle squadre laziali e romane in particolare è stato il motivo dominante anche della stagione '90-'91, spezzato solo dalla presenza della Tecnocop Verona tra le cinque squadre chiamate a giocarsi il tricolore. La vittoria della stagione regolare dea parte della Roma RCB ha relegato al girone di play-off l'emergente BNL Calcetto, il Torrino Helios e la Geas Meda Roma, oltre alla già citata squadra scaligera, escludendo lo scudettato Marino ed il Camel Vigna Stelluti.
Ma il girone non è bastato per stabilire il vincitore, nello spareggio per l'accesso alla finale è stata la Geas Meda Roma ad avere la meglio sul Torrino, guadagnando l'accesso alla finale persa poi per mano dei campioni uscenti della Roma RCB.

## Stagione regolare
| Pos. | Squadra               | Pt |
| ---- | --------------------- | -- |
| 1.   | Roma RCB              | 62 |
| 2.   | BNL Roma              | 59 |
| 3.   | Torrino Helios        | 57 |
| 4.   | Geas Meda Roma        | 56 |
| 5.   | Tecnocop Verona       | 56 |
| 6.   | Camel Vigna Stelluti  | 55 |
| 7.   | Sport House           | 50 |
| 8.   | Pro Ficuzza           | 45 |
| 9.   | Harvey Club Bologna   | 42 |
| 10.  | Pro Calcetto          | 34 |
| 11.  | Marino                | 34 |
| 12.  | Amatori Civitavecchia | 34 |
| 13.  | Avip Cesana Torino    | 32 |
| 14.  | Roma Barilla          | 31 |
| 15.  | Delfino Cagliari      | 27 |
| 16.  | Barbagrigia           | 24 |
| 17.  | Aosta                 | 22 |
| 18.  | CUS Viterbo           | 18 |
| 19.  | Laser 86              | 13 |
| 20.  | Clark Udine           | 9  |

## Poule finale
La poule finale venne disputata a Roma al Foro Italico dal 1° all'8 luglio 1991, per stabilire la squadra che avrebbe affrontato la Roma RCB vincitrice della stagione regolare.

### Girone di qualificazione alla finale

#### Risultati
| Roma ? 1991, ore --:-- CEST | Geas Meda | 2 – 2 (?-?) | Torrino | Foro Italico |

| Roma ? 1991, ore --:-- CEST | Verona Tecnocop | 1 – 2 (?-?) | BNL Roma | Foro Italico |

| Roma ? 1991, ore --:-- CEST | Geas Meda             | 7 – 4 (?-?) | Verona Tecnocop | Foro Italico\| Arbitro: \| Roberto Monti (Forlì) \| |
| Arbitro:                    | Roberto Monti (Forlì) |             |                 |                                                     |

| Roma ? 1991, ore --:-- CEST | Torrino | 4 – 3 (?-?) | BNL Roma | Foro Italico |

| Roma ? 1991, ore --:-- CEST | BNL Roma | 3 – 4 (?-?) | Geas Meda | Foro Italico |

| Roma ? 1991, ore --:-- CEST | Torrino | 2 – 1 (?-?) | Verona Tecnocop | Foro Italico |

#### Classifica
| Pos. | Squadra         | Pt |
| ---- | --------------- | -- |
| 1.   | Torrino Helios  | 5  |
| 1.   | Geas Meda Roma  | 5  |
| 3.   | BNL Calcetto    | 2  |
| 4.   | Verona Tecnocop | 0  |

### Spareggio per l'accesso alla finale
| Roma ? 1991, ore --:-- CEST | Geas Meda | 3 – 2 (?-?) | Torrino | Foro Italico |

### Finale
| Roma ? 1991, ore --:-- CEST | Roma RCB | 3 – 2 (?-?) | Geas Meda | Foro Italico |

| Roma ? 1991, ore --:-- CEST | Geas Meda | 3 – 1 (?-?) | Roma RCB | Foro Italico |

| Roma 8 luglio 1991, ore --:-- CEST | Roma RCB | 4 – 1 (?-?) | Geas Meda | Foro Italico |